# Keegan Allan
Keegan Allan (Roodepoort, 2 de abril de 2001) es un futbolista sudafricano que juega en la demarcación de defensa para el Richards Bay FC de la Liga Premier de Sudáfrica

## Selección nacional
Tras jugar en la selección de fútbol sub-20 de Sudáfrica y la sub-23, finalmente hizo su debut con la selección absoluta el 5 de julio de 2023 en un encuentro de la Copa COSAFA 2023 contra Namibia que finalizó con un resultado de empate a uno tras un gol de Rowan Human para Sudáfrica, y de Elmo Kambindu para Namibia.

## Clubes
| Club                 | País      | Año       | Partidos | Goles |
| -------------------- | --------- | --------- | -------- | ----- |
| Bidvest Wits FC      | Sudáfrica | 2021-2022 | 20       | 4     |
| Moroka Swallows FC   | Sudáfrica | 2022-2024 | 31       | 2     |
| SuperSport United FC | Sudáfrica | 2024      | 11       | 0     |
| Richards Bay FC      | Sudáfrica | 2024-     | 27       | 1     |